# Grupa Okrętów Rozpoznawczych
Grupa Okrętów Rozpoznawczych (gOR) – jednostka wojskowa Marynarki Wojennej sformowana w 1974 roku. Pod obecną nazwą występuje od 1992 roku. 
Do głównych zadań jednostki należy prowadzenie rozpoznania. Okręty, pozostając na morzu, prowadzą nasłuch i analizę sygnałów radiowych oraz elektronicznych . Grupa jest unikalną w skali całych SZ RP jednostką wojskową.

## Historia
Grupa Okrętów Rozpoznawczych powstała 14 stycznia 1974 roku, pod nazwą: Grupa Okrętów Hydrograficznych, żeby ukryć jej prawdziwy charakter i zadania. Pierwszym okrętem grupy został przebudowany okręt hydrograficzny ORP „Bałtyk”. Następnie w połowie lat 70 XX wieku wcielono do służby nowe okręty rozpoznawcze projektu 863 – OORP „Nawigator” i „Hydrograf”. 1 czerwca 1992 roku Grupę Okrętów Hydrograficznych przeformowano w gOR. W lipcu 2014 roku ustanowiono odznakę rozpoznawczą gOR. Grupa obchodzi swoje święto 14 stycznia, w dzień sformowania. W czerwcu 2024 roku dowódcą gOR był kmdr. por. Marcin Gronek.

## Okręty gOR[2]
| Zdjęcie                                 | Nazwa                                   | Typ                                     | Numer                                   | Służba od                               |
| Okręty rozpoznania radioelektronicznego | Okręty rozpoznania radioelektronicznego | Okręty rozpoznania radioelektronicznego | Okręty rozpoznania radioelektronicznego | Okręty rozpoznania radioelektronicznego |
| --------------------------------------- | --------------------------------------- | --------------------------------------- | --------------------------------------- | --------------------------------------- |
|                                         | ORP NawigatorORP Hydrograf              | proj. 863 (Nawigator)                   | 262263                                  | 19751976                                |